# Georg Albrecht Klebs
Georg Albrecht Klebs (Neidenburg, 23 ottobre 1857 – Heidelberg, 15 ottobre 1918) è stato un botanico tedesco, principalmente noto per i suoi studi nel campo della fisiologia dello sviluppo.
Suo fratello era lo storico Elimar Klebs.

## Biografia
A partire dal 1874, Klebs studiò Chimica, Filosofia e Storia dell'arte presso l'Università di Königsberg e divenne assistente di Anton de Bary all'Università di Strasburgo.
Dopo il servizio militare, Klebs divenne assistente di Julius von Sachs all'Università di Würzburg e di Wilhelm Pfeffer all'Università di Tübingen.
Successivamente, nel 1887, divenne professore presso l'Università di Basilea, nel 1898 presso l'Università di Halle e, nel 1907, presso l'Università di Heidelberg, dove fondò l'odierno giardino botanico, il Botanischer Garten der Universität Heidelberg.
Dal 1910 al 1912 compì viaggi in Siberia, in Giappone, a Giava, in India, nel Caucauso e nella Russia meridionale.
Nel 1913 prese parte a una spedizione in Egitto.
Morì ad Heidelberg di influenza durante l'epidemia del 1918 (influenza spagnola).

## Onorificenze
Nel 1910 Klebs fu premiato con un Lettorato Croonian dal titolo Alterations in the development and forms of plants as a result of environment.

## Opere principali
- Zur Entwicklungsphysiologie der Farnprothaillen, 3 volumi, 1917.
- Beiträge zur Physiologie der Pflanzenzelle, 1888.
- Die Bedingungen der Fortpflanzung bei einigen Algen und Pilzen, 1896, II edizione (1928).
- Willkürliche Entwicklungsänderungen bei Pflanzen – Ein Beitrag zur Physiologie der Entwicklung, 1903.